# کاروانسرای شوریاب
کاروانسرای شوریاب مربوط به دوره قاجار است و در شهرستان نیشابور، بخش تخت جلگه، روستای شوریاب واقع شده و این اثر در تاریخ ۸ مرداد ۱۳۸۱ با شمارهٔ ثبت ۵۹۰۱ به‌عنوان یکی از آثار ملی ایران به ثبت رسیده است.